# Hem-Monacu
Hem-Monacu är en kommun i departementet Somme i regionen Hauts-de-France i norra Frankrike. Kommunen ligger i kantonen Combles som tillhör arrondissementet Péronne. År 2022 hade Hem-Monacu 129 invånare.

## Befolkningsutveckling
Antalet invånare i kommunen Hem-Monacu
| Referens: INSEE |